# Россия на «Евровидении-2000»
Выступление России на конкурсе песни Евровидение 2000, который прошел в Стокгольме, стало 4-м конкурсом на Евровидении для России. Страну представляла певица Алсу с песней Solo. Песня заняла 2 место на конкурсе, отстав от датских конкурсантов на 40 очков.

## Национальный отбор
Россия была исключена с Евровидения в 1998 году из-за низкого среднего балла на предыдущих конкурсах. В 1999 году Россия не имела права участвовать в Евровидении из-за того, что конкурс 1998 года не транслировался по телевидению, что было обязательным условием для участия.
Для того, чтобы выбрать заявку от России на конкурсе 2000 года, ОРТ открыл прием заявок для участников, которые могли представить свои заявки для национального отбора. В итоге, Алсу была выбрана для участия в конкурсе с первой от России англоязычной песней "Solo". Эта работа также стала первой зарубежной коллаборацией, представляющей Россию, поскольку композиторы Эндрю Лейн и Брэндон Барнс были американцами.
| Алла Сидорова и "Фонограф-Джаз-Бэнд" | "Незнакомец" |
| Алсу                                 | "Solo"       |
| Андрей Мисин                         | -            |
| "Чай вдвоём"                         | -            |
| ЮЛА (Юлия Фролова)                   | -            |

## Голосование
| Голоса за российского исполнителя | Голоса за российского исполнителя   |
| --------------------------------- | ----------------------------------- |
| Оценка                            | Страны                              |
| 12                                | Румыния, Мальта, Кипр, Хорватия     |
| 10                                | Израиль, Эстония, Ирландия          |
| 8                                 | Великобритания, Норвегия, Исландия  |
| 7                                 | Бельгия, Македония, Австрия         |
| 6                                 | Дания                               |
| 5                                 | Франция, Испания, Швеция, Финляндия |
| 4                                 | Германия                            |
| 3                                 | −                                   |
| 2                                 | Швейцария                           |
| 1                                 | −                                   |
| 0                                 | Нидерланды, Турция, Латвия          |

| Голоса российского жюри | Голоса российского жюри |
| ----------------------- | ----------------------- |
| Оценка                  | Страна                  |
| 12                      | Дания                   |
| 10                      | Хорватия                |
| 8                       | Мальта                  |
| 7                       | Македония               |
| 6                       | Румыния                 |
| 5                       | Швейцария               |
| 4                       | Германия                |
| 3                       | Франция                 |
| 2                       | Испания                 |
| 1                       | Латвия                  |